# Дрожжина, Юлия Николаевна
Юлия Николаевна Дрожжина (род. 1 марта 1990, Заринск, Алтайский край, РСФСР, СССР) — российский общественный и политический деятель, депутат Государственной думы VIII созыва от партии «Единая Россия» (с 2021 года). Сделала карьеру в организации «Российские студенческие отряды».

## Биография
Юлия Дрожжина родилась 1 марта 1990 года в Заринске Алтайского края РСФСР. В 2014 году окончила Алтайский государственный технический университет имени И. И. Ползунова (АлтГТУ) со специальностью «информатик-экономист». В 2020—2021 годах занимала должность заместителя руководителя гражданского штаба резервного госпиталя ГКБ им. С. С. Юдина, расположенного в автотехцентре «Москва».
С момента поступления в вуз в 2009 году Дрожжина состояла в студенческих отрядах: «Энергия» (2009—2012), «Снежный десант РСО» (2010—2014). В 2013 году была комиссаром на строительстве объектов зимних Олимпийских игр в Сочи, в 2013—2014 годах — специалистом по организационно-массовой работе профкома студентов АлтГТУ, в 2014—2016 — руководителем орготдела аппарата организации «Российские студенческие отряды». В декабре 2016 года Дрожжина возглавила московское отделение РСО, в марте 2022 года стала руководителем окружного штаба студенческих отрядов Центрального федерального округа.
В 2018 году Дрожжина была координатором волонтёров предвыборного штаба Владимира Путина на президентских выборах. В 2021 году она выдвинула свою кандидатуру в депутаты Государственной Думы VIII созыва как участник региональной группы № 38 от «Единой России» и по результатам голосования не прошла в парламент. Позже Дрожжина получила депутатский мандат, от которого последовательно отказались директор театра наций Мария Ревякина, актёр Владимир Машков и директор музея Пушкина Евгений Богатырёв. Она стала членом думского комитета по охране здоровья.
Из-за российского вторжения на Украину Дрожжина находится под международными санкциями стран Евросоюза, США, Великобритании и ряда других государств.